# Pégairolles-de-l’Escalette
Pégairolles-de-l’Escalette település Franciaországban, Hérault megyében. Lakosainak száma 152 fő (2022. január 1.). Pégairolles-de-l’Escalette Le Cros, Lauroux, Poujols, Saint-Étienne-de-Gourgas, Saint-Félix-de-l’Héras, Saint-Michel és Soubès községekkel határos.

## Népesség
A település népességének változása:
| Lakosok száma | 168  | 159  | 141  | 149  | 138  | 151  | 159  | 159  | 156  | 152  |
|               | 1968 | 1982 | 1990 | 2006 | 2013 | 2015 | 2017 | 2019 | 2020 | 2022 |